# Vassos Karageorghis
Vassos Karageorghis (in greco: Βάσος Καραγιώργης; Trikomo, 29 aprile 1929 – 21 dicembre 2021) è stato un archeologo cipriota direttore del Dipartimento delle Antichità di Cipro.

## Biografia
Ha frequentato il Ginnasio Panciprio e successivamente ha studiato lettere classiche all'Università di Atene e all'University College di Londra, avendo la possibilità di scavare a Verulamium sotto la direzione di Sir Mortimer Wheeler. È stato assistente curatore del Museo di Cipro dal 1952 al 1960 e curatore dal 1960 al 1963. Successivamente, con il ritiro di Porphyrios Dikaios, è diventato Direttore del Dipartimento delle Antichità dal 1963 al 1989. È noto per lo scavo della necropoli dell'età del ferro di Salamina, gli scavi di Kition e della necropoli geometrica a Palaepaphos. Ha pubblicato ampi cataloghi di collezioni cipriote in musei a Cipro e all'estero. Nel 1981, Karageorgis divenne un membro fondatore del Consiglio culturale mondiale. È stato professore di archeologia e direttore dell'Unità di ricerca archeologica dell'Università di Cipro. Morì il 21 dicembre 2021 all'età di 92 anni.

## Pubblicazioni
- A Cypriot Silver Bowl Reconsidered, 1. The Iconography of the Decoration Metropolitan Museum Journal, v. 34 (1999)
- Ancient Art from Cyprus: The Cesnola Collection in The Metropolitan Museum of Art (2000)
- The Cesnola Collection of Cypriot Art: Terracottas (2016)